# Altes Moor (Kreis Minden-Lübbecke)
Das Naturschutzgebiet Altes Moor liegt in der Stadt Espelkamp und in der Gemeinde Hille im ostwestfälischen Kreis Minden-Lübbecke. Es ist rund 60,5 Hektar groß und wird unter der Bezeichnung MI-019 geführt.
Es liegt östlich des Ortsteiles Frotheim und nördlich des Mittellandkanals.

## Schutz
Die Unterschutzstellung erfolgt zur Erhaltung eines der größeren intakten Niedermoore in Norddeutschland. Das Naturschutzgebiet soll als Refugium für seltene Tier- und Pflanzenarten dienen. Zusammen mit dem Gebiet „Großes Torfmoor“ bildet es das FFH-Gebiet „Großes Torfmoor, Altes Moor“ (FFH-Gebietsnummer 3618-301, Größe ca. 605 ha). Die Vegetation im Gebiet ist strukturreich und besteht aus Moorwäldern, Feuchtwiesen und Feuchtheiden. Es ist ein wichtiger Lebensraum für verschiedene Vogelarten während der Brut- und Zugzeiten. Zu nennen sind hier unter anderem die Bekassine, Krickente und die Knäkente.